# Геракл (фильм, 2005)
«Геракл» («Геркулес») (англ. Hercules) — приключенческий мини-сериал режиссёра Роджера Янга.
Мировая премьера фильма состоялась 16 мая 2005 года.

## Сюжет
Рождённый от великого бога Зевса и царицы Алкмены, молодой Геракл был отвергнут собственной матерью и ненавидим супругой Зевса, богиней Герой. Ещё когда Геракл лежал в колыбели, она наслала на него двух ядовитых змей.
Но когда младенец расправился со змеями голыми руками, все поняли, что Гераклу уготована великая и необычная судьба. Совершив свои знаменитые Двенадцать подвигов, Геракл стал первым среди людей и равным богам…

## В ролях
| Актёр            | Роль          |
| ---------------- | ------------- |
| Пол Телфер       | Геракл        |
| Шон Эстин        | Лин           |
| Элизабет Перкинс | Алкмена       |
| Лили Собески     | Деянира       |
| Тимоти Далтон    | Амфитрион     |
| Питер Макколи    | Нестор        |
| Ванесса Стейси   | Никиппа       |
| Роберт Тэйлор    | кентавр Хирон |
| Лианна Уолсмен   | Мегара        |
| Тайлер Мэйн      | Антей         |

## Награды и номинации
- 2005 — Номинация на прайм-таймовую премию «Эмми» за лучший монтаж звука[2]
- 2005 — Премия «Online Film & TV Association Awards» за лучшие визуальные эффекты в  кино или мини-сериале [3]